# COVID-19 в Финляндии
Первая инфекция COVID-19 в Финляндии была подтверждена в 28 января 2020 года. Был заражён китайский турист, который находился в Лапландии. Первый гражданин Финляндии умер от этой болезни 20 марта в Уусимаа.
Финляндия сняла ограничения на коронавирус 1 марта 2022 г.

## Ход событий, статистика, ограничительные меры

### 2020
25 марта 2020 года YLE объявил, что ситуация с коронавирусом в Финляндии будет значительно хуже, чем предполагалось ранее.
В середине апреля 2020 года финские власти заявили, что в больницах, по их оценке, будет наблюдаться нехватка оборудования и персонала. Было подсчитано, что финская система здравоохранения достигнет своих пределов, поэтому не будет достаточно мест интенсивной терапии для всех нуждающихся в этом. К 21 апреля 2020 года в Финляндии было выявлено 4014 случаев заражения коронавирусом. По отношению к финскому населению (5 543 233) заболеваемость составила 72 случая на 100 тысяч жителей. Наибольшее количество инфицированных наблюдалось в регионе Уусимаа. Случаи заболевания COVID-19 были зафиксированы во всех регионах Финляндии.
Для моральной поддержки граждан Финляндии во время эпидемии во второй половине апреля 2020 года была открыта кампанию Suomi toimii (с фин. — «Финляндия действует»). Целью кампании является организация действий населения, направленных на общее благо, на помощью и поддержку друг друга; планируется, что проходить кампания будет большей частью в социальных сетях. Открытие кампании состоялась 17 апреля при участии президента страны Саули Ниинистё и премьер-министра Санны Марин.
1 мая число инфицированных коронавирусом в Финляндии превысило пять тысяч человек; число умерших по состоянию на эту дату составило 218 человек. 18 мая число умерших от коронавируса в стране достигло трёхсот человек. В мае и июне число новых инфицированных снижалось — и 15 июня было объявлено, что с 16 июня в Финляндии прекращается действие закона о чрезвычайном положении, введённого весной в связи с распространением в стране COVID-19.
В сентябре число новых инфицированных снова стало увеличиваться — и 1 октября 2020 года общее число инфицированных (с начала эпидемии) превысило десять тысяч человек.

### 2021
В феврале 2021 года в Финляндии ускорилось распространение COVID-19, в том числе стал быстро распространяться так называемый британский штамм вируса SARS-CoV-2, отличающийся повышенной трансмиссивностью и, предположительно, повышенной летальностью. В связи с этими обстоятельствами во многих регионах (в том числе в столичном) с 8 марта был введён 3-недельный локдаун (режим ограничения в свободе передвижения граждан), при этом ограничительные меры по сравнению с чрезвычайным положением, которое вводилось весной 2020 года, были усилены. Учащиеся лицеев, гимназий и профессиональных училищ были переведены на удалённый режим обучения, также были закрыты частные заведения — такие, как кафе, рестораны, фитнес-клубы, спа, общественные сауны, пункты оказания некоторых услуг в торговых центрах.
Неоднократно поднимался вопрос о введении в некоторых регионах комендантского часа, однако в конце концов было решено его не вводить. Локдаун был введён на три недели, до 28 марта, однако заранее было заявлено, что если ситуация не улучшится, в некоторых регионах он будет продлён.